# 库尔农
库尔农（法語：Cournon，法語發音：[kuʁnɔ̃]）是法国布列塔尼大区莫尔比昂省東部的一个市镇，属于瓦讷区。

## 地理
库尔农（47°44'47"N, 2°6'20"W）面积10.87 平方千米，位于法国布列塔尼大區莫尔比昂省，该省份为法国西北部沿海省份，位于布列塔尼半岛南部，北起阿摩尔滨海省、西接菲尼斯泰尔省，南濒大西洋，东南接大西洋卢瓦尔省，东临伊勒-维莱讷省。
与库尔农接壤的市镇（或旧市镇、城区）包括：阿夫河畔锡克斯特、乌斯特河畔班、拉加西伊。
库尔农的时区为UTC+01:00、UTC+02:00（夏令时）。

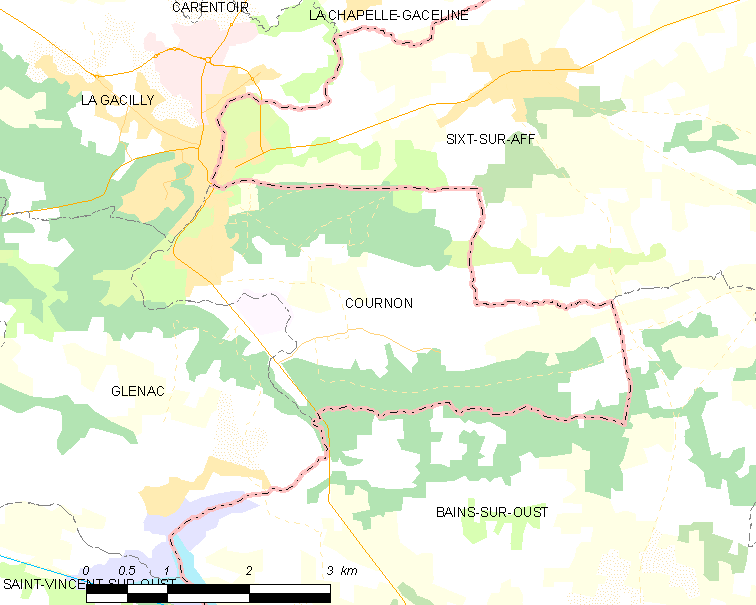
库尔农的OSM定位图

## 行政
库尔农的邮政编码为56200，INSEE市镇编码为56044。

## 政治
库尔农所属的省级选区为盖尔县。

## 人口

1962-2008年间库尔农人口变化图示

库尔农于2022年1月1日时的人口数量为805人。